# El Banxu
El Banxu är en ort i Mexiko.   Den ligger i kommunen Ixmiquilpan och delstaten Hidalgo, i den sydöstra delen av landet, 140 km norr om huvudstaden Mexico City. El Banxu ligger 2 570 meter över havet och antalet invånare är 346.
Terrängen runt El Banxu är kuperad söderut, men norrut är den bergig. El Banxu ligger uppe på en höjd. Runt El Banxu är det ganska tätbefolkat, med 80 invånare per kvadratkilometer. Närmaste större samhälle är Zimapan, 17,1 km väster om El Banxu. I omgivningarna runt El Banxu växer i huvudsak blandskog.